# Замок Алвиту
Замок Алвиту (порт. Castelo de Alvito) — средневековый замок в Португалии в поселке Алвиту, округ Бежа. Замок (по другому мнению - укрепленный дворец) господствует над равниной к северо-западу от города Бежа.

## История
Первые упоминания об Алвиту относятся к периоду правления Афонсу III (1248—1279), который даровал поселок своему сановнику Эштевану Анешу в 1255 году. Перед своей смертью в 1279 году без наследников Анеш завещал Алвиту Ордену Троицы.
Диниш I (1279—1325) подтвердил права Ордена на Алвиту в 1280 году, а с 1296 года в поселке стала проводиться ежегодная ярмарка.
В 1475 году Афонсу V (1438—1481) пожаловал титул барона Алвиту Жуану Фернандешу да Силвейра, королевскому чиновнику, потомки которого получали титул маркизов. Несколько лет спустя, в 1482 году, Жуан II (1481—1495) предоставил барону право построить в Алвиту замок. В соответствии с мраморной пластиной на входных воротах, возведение замка началось в 1494 году и было завершено в 1504 году.

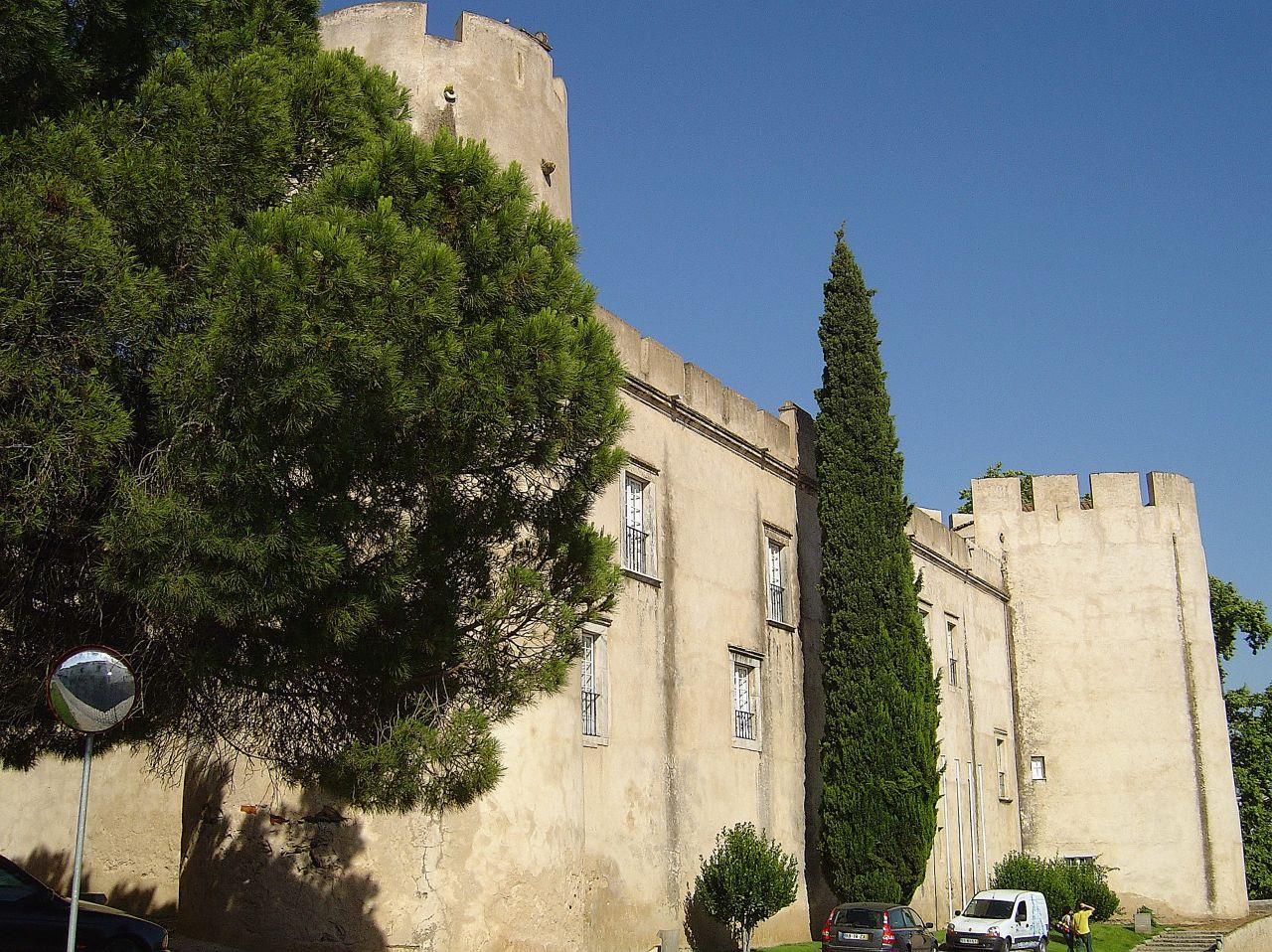
Вид на стену и башни

В результате землетрясения 1755 года замок серьезно пострадал и был реконструирован к 1777 году. В период Мигелистских войн в 1834 году замок Алвиту был атакован и поврежден, что обсуловило проведение новых реставрационных работ. В конце века, в 1887 году, замок перешел во владение Жозе Лобу да Силвейра Куарежма и его жены, Каролины Аугусты Дуарте. В 1897 году Силвейра продал замок королевской казне, сохранив право проживать в нем до своей смерти и смерти его жены. После кончины последней в 1936 году замок Алвиту окончательно стал государственным имуществом.
16 июня 1910 года замок был объявлен национальным памятником, а в 1915 году был приобретен «Фондом Браганса». С 1941 года в замке проходили реставрационные работы, были восстановлены зубцы стен, проведен ремонт крыш.
В ходе Революции гвоздик в помещениях замка был размещен комитет жителей Алвиту.
Между 1980 и 1981 годами были предприняты новые меры по ремонту стен, восстановлению штукатурки, кровли, дверей и оконных рам. С 1993 года в помещениях замка находится гостиница (пузада).

## Архитектура
Замок представляет собой смешение элементов военной архитектуры и дворцовой резиденции, сочетая архитектурные традиции ислама, готики и мануэлино.
Замок имеет прямоугольную планировку и четыре круглые башни по углам. Верхняя часть стен имеет зубчатой парапет. Пластина над главными воротами указывает на дату начала строительства замка — 1494 год. Первоначально он имел подъемный мост через ров, однако довольно скоро ров был засыпан, а мост разобран за ненадобностью. Донжон замка имеет квадратную форму и разделен на три этажа.